# Чаганы
Чаганы́ (Чегене́; укр. Чагани, Чегене, крымскотат. Çegene, Чегене) — мыс на севере Керченского полуострова Крыма, в Азовском море, ограничивает с северо-востока Казантипский залив. Вблизи мыса, южнее, находится село Золотое Ленинского района, западнее — Караларский региональный ландшафтный парк.